# يوسف القرضاوي
يوسف عبد الله القرضاوي (9 سبتمبر 1926 - 26 سبتمبر 2022) عالِم مصري مسلم أزهري يحمل الجنسية القطرية، والرئيس السابق والمؤسس للاتحاد العالمي لعلماء المسلمين، ورئيس المجلس الأوروبي للإفتاء والبحوث. ولد في قرية صفط تراب مركز المحلة الكبرى بمحافظة الغربية في مصر، يُعده البعض الزعيم الروحي لتيار الإخوان المسلمين حول العالم ومُنظرهم الأول.

## التعليم
حفظ القرآن وهو دون العاشرة،  وقد التحق بالأزهر حتى تخرج من الثانوية وكان ترتيبه الثاني على المملكة المصرية حينما كانت تخضع للحكم الملكي ثم التحق الشيخ بكلية أصول الدين بجامعة الأزهر ومنها حصل على العالمية سنة 1953 وكان ترتيبه الأول بين زملائه وعددهم مائة وثمانون طالبًا. حصل على العالمية مع إجازة التدريس من كلية اللغة العربية سنة 1954م وكان ترتيبه الأول بين زملائه من خريجي الكليات الثلاث بالأزهر، وعددهم خمسمائة. حصل يوسف القرضاوي على دبلوم معهد الدراسات العربية العالية التابع إلى جامعة الدول العربية في تخصص اللغة والأدب في سنة 1958، لاحقا في سنة 1960 حصل على الدراسة التمهيدية العليا المعادلة للماجستير في شعبة علوم القرآن والسنة من كلية أصول الدين بالأزهر، وفي سنة 1973 م حصل على (الدكتوراة) بامتياز مع مرتبة الشرف الأولى من نفس الكلية، وكان موضوع الرسالة عن «الزكاة وأثرها في حل المشاكل الاجتماعية».

## تطورات هامة في حياة القرضاوي

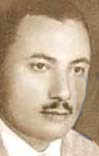
يوسف القرضاوي في شبابه

مات والده وعمره عامان فتولى عمّه تربيته.
تعرض يوسف القرضاوي للسجن عدة مرات لانتمائه إلى الإخوان المسلمين. دخل السجن أول مرة عام 1949في العهد الملكي، ثم اعتقل ثلاث مرات في عهد الرئيس المصري جمال عبد الناصر في يناير سنة 1954م، ثم في نوفمبر من نفس السنة حيث استمر اعتقاله نحو عشرين شهراً، ثم في سنة 1963م.
وفي سنة 1961، سافر القرضاوي إلى دولة قطر وعمل فيها مديراً للمعهد الديني الثانوي، وبعد استقراره هناك حصل القرضاوي على الجنسية القطرية، وفي سنة 1977 تولى تأسيس وعمادة كلية الشريعة والدراسات الإسلامية بجامعة قطر وظل عميداً لها إلى نهاية 1990، كما أصبح مديراً لمركز بحوث السنة والسيرة النبوية بجامعة قطر.

## أسرته

### زيجاته
تزوج القرضاوي من امرأتين الأولى مصرية اسمها إسعاد عبد الجواد «أم محمد» في ديسمبر 1958م وأنجب منها أربع بنات، وثلاثة أولاد (إلهام وسهام وعلا وأسماء) (محمد وعبد الرحمن وأسامة) والثانية مغربية اسمها عائشة لمفنن التقى بها في أواسط الثمانينيات حين كانت طالبة في جامعة جزائرية، والتي عملت كمنتجة تلفزيونية في برنامج «للنساء فقط» والذي كانت تبثه قناة الجزيرة القطرية.

### أولاده
- د. إلهام القرضاوي مواليد سمنود 19 سبتمبر 1959م، أستاذة الفيزياء النووية بجامعة قطر، حاصلة على الماجستير والدكتوراة من إنجلترا[18]، وحاصلة على جائزة «أحمد باديب للتفوق العلمي للمرأة العربية» في مجال الفيزياء النووية[21]
- د. سهام القرضاوي مواليد القاهرة 5 سبتمبر 1960م، أستاذة الكيمياء الضوئية، حاصلة على الماجستير والدكتوراة من إنجلترا[18]
- محمد القرضاوي مواليد قطر في منتصف شهر أكتوبر 1967م[22]
- الشاعر عبد الرحمن يوسف مواليد قطر 18 سبتمبر 1970م[23] شاعر مصري حاصل على شهادة البكالوريوس من كلية الشريعة بجامعة قطر. كما حصل على الماجستير في مقاصد الشريعة الإسلامية من كلية دار العلوم بجامعة القاهرة
- أسامة القرضاوي مواليد قطر في 10 فبراير 1972م[24]

## القرضاوي والإخوان المسلمين
انتمى القرضاوي لجماعة الإخوان المسلمين وأصبح من قياداتها المعروفين ويعتبر الشيخ منظر الجماعة الأول، كما عرض عليه تولي منصب المرشد عدة مرات لكنه رفض، وكان يحضر لقاءات التنظيم العالمي للإخوان المسلمين كممثل للإخوان في قطر إلى أن استعفى من العمل التنظيمي في الإخوان.
وقام الدكتور القرضاوي بتأليف كتاب الإخوان المسلمون سبعون عاما في الدعوة والتربية والجهاد يتناول فيه تاريخ الجماعة منذ نشأتها إلى نهايات القرن العشرين ودورها الدعوي والثقافي والاجتماعي في مصر وسائر بلدان العالم التي يتواجد فيها الإخوان المسلمون.
وأبدي القرضاوي ترحيبه بتولي الإخوان حكم مصر وأنهم «الجماعة الإسلامية الوسطية المنشودة» حسب وصفه، واعتبر مشروع الإمام حسن البنا هو «المشروع السني الذي يحتاج إلى تفعيل»، ووصف الإخوان المسلمين بأنهم «أفضل مجموعات الشعب المصري بسلوكهم وأخلاقياتهم وفكرهم وأكثرهم استقامة ونقاء».، وعلى إثر هذا حبست ابنة الشيخ القرضاوي علا وزوجها حسام خلف، القيادي في حزب الوسط، بتهمة الانضمام للإخوان المسلمين في مصر.، وقد علق الشيخ يوسف القرضاوي على هذا الحدث، أن حبس نجلتي انتقام مني ومن قطر.

## مؤلفاته

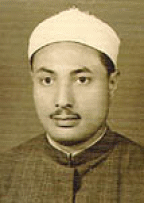
الشيخ القرضاوي في شبابه.

للقرضاوي ما يزيد عن 170 من المؤلفات من الكتب والرسائل والعديد من الفتاوى كما قام بتسجيل العديد من حلقات البرامج الدينية منها التسجيلية والحية.
منها على سبيل المثال:
- الحلال والحرام في الإسلام
- مئة سؤال عن الحج والعمرة والأضحية
- كتاب فتاوى معاصرة
- تيسير الفقه للمسلم المعاصر
- فقه الجهاد
- من فقه الدولة في الإسلام
- فقه الزكاة
- فقه الطهارة
- فقه الصيام
- فقه الغناء والموسيقى
- فقه اللهو والترويح
- دراسة في فقه المقاصد
- في فقه الأقليات الإسلامية
- الفقه الإسلامي بين الأصالة والتجديد
- الاجتهاد في الشريعة الإسلامية
- المدخل لدراسة الشريعة الإسلامية
- الفتوى بين الانضباط والتسيب
- عوامل السعة والمرونة في الشريعة الإسلامية
- الاجتهاد المعاصر بين الانضباط والانفراط
- دية المرأة في الشريعة الإسلامية
- موجبات تغير الفتوى
- الفتاوى الشاذة
- زراعة الأعضاء في ضوء الشريعة الإسلامية
- مشكلة الفقر وكيف عالجها الإسلام
- بيع المرابحة للآمر بالشراء
- فوائد البنوك هي الربا الحرام
- دور القيم والأخلاق في الاقتصاد الإسلامي
- دور الزكاة في علاج المشكلات الاقتصادية وشروط نجاحها
- لكي تنجح مؤسسة الزكاة في التطبيق المعاصر
- القواعد الحاكمة لفقه المعاملات
- مقاصد الشريعة المتعلقة بالمال
- الصبر في القرآن
- العقل والعلم في القرآن
- كيف نتعامل مع القرآن العظيم
- تفسير سورة الرعد
- كيف نتعامل مع السنة النبوية
- المدخل لدراسة السنة النبوية
- المنتقى من الترغيب والترهيب
- السنة مصدرا للمعرفة والحضارة
- في رحاب السنة
- نحو موسوعة للحديث الصحيح مشروع منهج مقترح
- وجود الله
- حقيقة التوحيد
- الإيمان بالقدر
- الشفاعة في الآخرة بين النقل والعقل
- الحياة الربانية والعلم
- النية والإخلاص
- التوكل
- التوبة إلى الله
- الورع والزهد
- المراقبة والمحاسبة

## له في الشعر

القرضاوي مع إسماعيل هنية ورموز المقاومة الإسلامية (حماس).

مع اشتهاره بالعلم والفتوى والتفقه فإن له من القصائد والأشعار المتفرقة والتي لم تجمع بعد في صعيد واحد أو ديوان، ويميز شعره بجزالة الأسلوب ووضوح المعاني، ويتناول عادة القضايا الإيمانية وطلب تحرير الأقصى وفضائل الأخلاق..
وهذا جزء من قصيدة مشهورة عنه:
وللشيخ أيضا قصيدته المشهورة ملحمة الابتلاء (نونية القرضاوي) وكان قد ألفها عندما أعتقل في السجن الحربي مع الإخوان المسلمين والقصيدة تزيد عن 300 بيت - لمطالعة النونية من موقع القرضاوي
- ومنها

## نشاطات

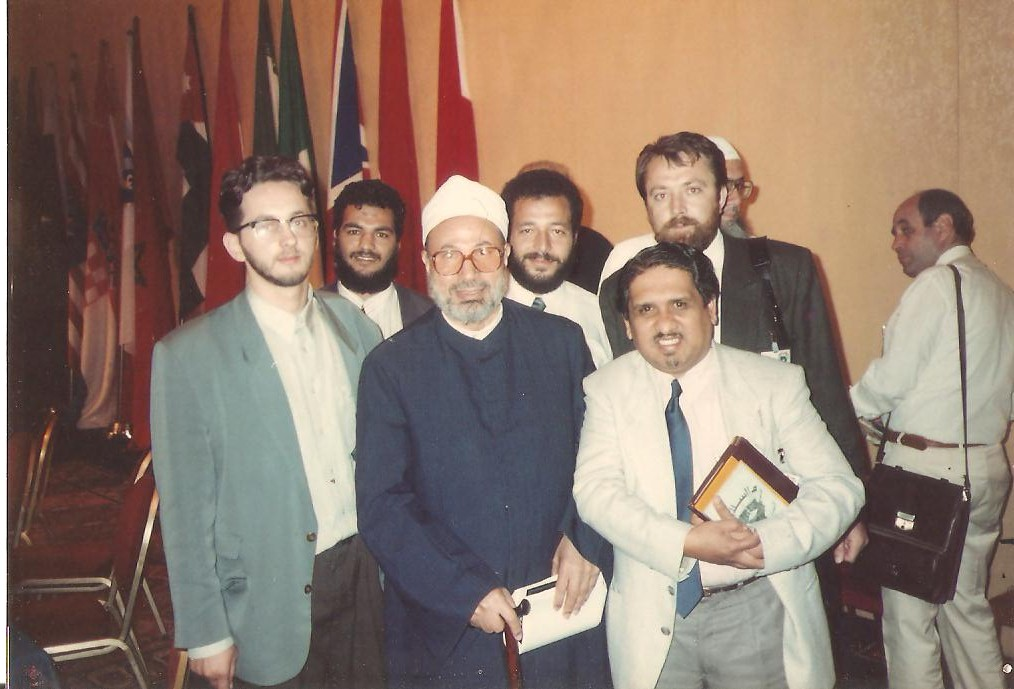
الشيخ القرضاوي مع مسلمين من دول مختلفة.

- الشيخ القرضاوي مع مسلمين من دول مختلفة.رئيس الاتحاد العالمي لعلماء المسلمين.
- رئيس المجلس الأوروبي للإفتاء والبحوث.
- عضو هيئة كبار العلماء بالأزهر الشريف.
- عضو مجمع البحوث الإسلامية في مصر.[33]
- هو الرئيس السابق لجمعية البلاغ القطرية الممولة لشبكة "إسلام أونلاين على الإنترنت[34] حتى 23 مارس 2010[35]
- عضو مجمع الفقه الإسلامي التابع لرابطة العالم الإسلامي بمكة المكرمة.
- رئيس هيئة الرقابة الشرعية لمصرف قطر الإسلامي ومصرف فيصل الإسلامي بالبحرين.
- عضو مجلس الأمناء لمنظمة الدعوة الإسلامية في أفريقيا.
- نائب رئيس الهيئة الشرعية العالمية للزكاة في الكويت.
- عضو مجلس الأمناء لمركز الدراسات الإسلامية في أكسفورد.

## جوائز حصل عليها

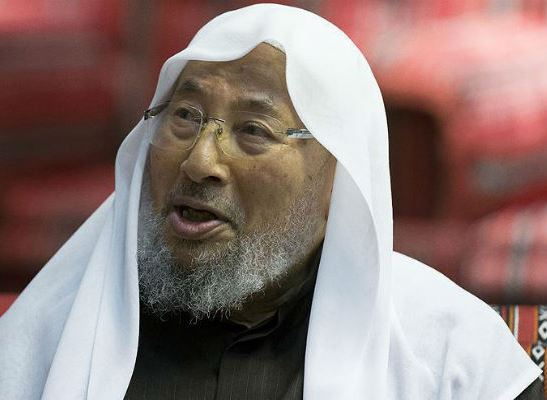
القرضاوي يكلم تلاميذه.

- القرضاوي يكلم تلاميذه.جائزة البنك الإسلامي للتنمية في الاقتصاد الإسلامي لعام 1411هـ، 1990 م.[36]
- جائزة الملك فيصل العالمية بالاشتراك مع سيد سابق في الدراسات الإسلامية لعام 1994م 1414 هـ.
- جائزة العطاء العلمي المتميز من رئيس الجامعة الإسلامية العالمية بماليزيا لعام 1996م،
- جائزة السلطان حسن البلقية (سلطان بروناي) في الفقه الإسلامي لعام 1997.[37]
- جائزة سلطان العويس في الإنجاز الثقافي والعلمي لسنة 1999م[36]
- جائزة دبي للقرآن الكريم فرع شخصية العام الإسلامية 1421 هـ.[36]
- جائزة الدولة التقديرية للدراسات الإسلامية من دولة قطر لعام 2008م، وتسلمها من أمير قطر الشيخ حمد بن خليفة آل ثاني في 8 نوفمبر 2009.[36]
- جائزة الهجرة النبوية لعام 1431 هـ من حكومة ماليزيا وتسلمها من ملك ماليزيا في 18 ديسمبر 2009[36]
- 29 سبتمبر 2010 كرم الملك الأردني عبد الله الثاني عدد من العلماء المشاركين في المؤتمر الخامس عشر لمؤسسة آل البيت الملكية للفكر الإسلامى الذي عقد تحت عنوان «البيئة في الإسلام» واختتم اجتماعاته في عمان. ومنح القرضاوي وسام الاستقلال من الدرجة الأولى.[38]

### مراتب
- في 24 يونيو 2008 احتل المرتبة الثالثة بعد الأول المفكر التركي فتح الله كولن والثاني الاقتصادي البنغالي المسلم الحاصل على جائزة نوبل 2006 محمد يونس ضمن أبرز المفكرين على مستوى العالم في قائمة عشرين شخصية أكثر تأثيرا على مستوى العالم لعام 2008، في استطلاع دولي أجرته مجلتا فورين بولسي وبروسبكت الأمريكية والبريطانية على التوالي، وقد احتل عمرو خالد فيها المرتبة السادسة[39]
- اختير في المرتبة الثامنة والثلاثين ضمن 50 شخصية مسلمة مؤثرة في عام 2009 في كتاب أصدره المركز الملكي للدراسات الإستراتيجية الإسلامية وهو مركز أبحاث رسمى في الأردن حول أكثر 500 شخصية مسلمة مؤثرة في عام 2009.[40][41]

## منعه من دخول بعض الدول
رفضت سلطات بريطانيا منح يوسف القرضاوي تأشيرة الدخول إلى أراضيها بسبب فتواه بتأييد العمليات الفلسطينية التفجيرية الاستشهادية (كما يسميها منفذوها أو مؤيدوها) (أو الانتحارية كما يسميها منتقدوها) داخل إسرائيل والتي يعتبرها عمليات استشهادية في حين اعتبرتها بريطانيا إرهابية ورفضت دخول القرضاوي إلى بريطانيا بسبب تبريره لتلك العمليات.
أعلن رئيس فرنسا ساركوزي في 26 مارس 2012 منع الشيخ يوسف القرضاوي من دخول بلاده معلقاً بأنه شخص غير مرحب به في فرنسا، فيما كان إطار حديثه يدور حول الإسلاميين المتشددين.
في نوفمبر 2017 وبعد الأزمة الدبلوماسية مع قطر، أعلنت السعودية ومصر والإمارات والبحرين في بيان مشترك قائمة جديدة ثالثة للإرهاب ضمت كيانين و11 شخص وفي المقدمة «الاتحاد العالمي لعلماء المسلمين» وشخص القرضاوي المشمول مع أشخاص آخرين محسوبين على تيار الإخوان المسلمين.
صدر ضده حكم بالسجن في مصر، ووُضع اسمه على قائمة المطلوبين للإنتربول الدولي، إلا أنه في ديسمبر 2018 رُفع اسمه من تلك القائمة بوصف الحُكم ضده مُسيسًا ويفتقد إلى الحياد والشفافية.

## مواقف وآراء
في 20 أبريل 2009 أعلن القرضاوي أنه يكتم اجتهادات فقهية وفتاوى حول قضايا معاصرة تجنبا لتشويش الجماهير عليه، مشيرا إلى أنه أخفى فتواه بجواز مصافحة الرجال للنساء الأجانب عند الاضطرار وأمن الفتنة لعدة سنوات والتي نشرها في الجزء الثاني من كتابه فتاوى معاصرة.
وفي 8 مايو 2009 انتقد القرضاوي قطر لسماحها لصحفي دنماركي يعمل بصحيفة 'يولاندز بوستن' التي نشرت الرسوم المسيئة للنبي محمد عام 2005 للمشاركة في الاحتفال باليوم العالمي لحرية الصحافة قال الشيخ القرضاوي: «هذا الرجل الذي جاء إلى الدوحة ما كان لقطر أن تسمح له» وعللت قطر إنها لم تكن تعلم أن هذا الصحفي الدنماركي يعمل لتلك الصحيفة.[وصلة مكسورة]
وكان القرضاوي قد انتقد قطر في مايو 2001 لدعوتها عقد لقاء بين رئيس الوزراء الإسرائيلي ارييل شارون والرئيس الفلسطيني ياسر عرفات في قطر. وقال: «أربأ بدولة قطر وأرض قطر أن تستقبل شارون على أرضها... لا أهلا بشارون في قطر... قلت لمن صافح بيريس سفاح قانا. أن يغسل يديه سبع مرات إحداها بالتراب، وأقول لمن صافح ويصافح الجزار شارون سفاح صبرا وشاتيلا: اغسل يديك سبعين مرة».
وفي لقاء للقرضاوي في برنامج الشريعة والحياة على قناة الجزيرة بتاريخ 16 فبراير 2003 سُئل عن القواعد الأمريكية في الخليج فقال: «أنا قلت.. [شوف] انظر.. الاتفاقات التي حدثت قديماً مع أهل المنطقة تحترم، لأنها قامت بها حكومات، ولا نريد أن نشعل فتنة بين الشعوب والحكومات مع حق الشعوب في أن تنتقد هذه الاتفاقيات، تنتقدها بالوسائل السلمية، يعني ممكن يكتب صحفي يقول: إننا لا نوافق على الاتفاقية التي وقعت بين قطر والأميركان، أو بين البحرين والأميركان، أو بين السعودية والأميركان، يفعل هذا، ونحترم هذه الاتفاقيات، إنما الغزو الأميركي الآن، الجنود التي تأتي من أميركا بالـ 150 ألف وأكثر من 40 ألف بريطاني، والإنزال البحري والإنزال الجوي والإنزال البري في المنطقة، هذا ما يجب أن يقاوم، ومن قاومه من المسلمين.. من قاوم هذا الغزو للمنطقة الذي يجري دون.. يعني بغير شرعية دولية، وبغير رضا عربي.. وهذا ما يجب أن يُقاوم، ومن قاومه فقُتل فهو شهيد إن شاء الله.» بينما ينتقده البعض لموقفه هذا.
كما أنه ضد وجود القواعد الأمريكية في قطر كما ذكر ذلك في قناة بي بي سي العربية.[بحاجة لمصدر]
أُشيع أن القرضاوي أفتى بـ «رجم الرئيس الفلسطيني محمود عباس، إذا ثبتت مشاركته في حرب غزة»، وقد نفى الشيخ القرضاوي هذه الفتوى على موقعه، وعلى إثر تلك الشائعة عُلقت في الضفة الغربية صورًا ضخمة للقرضاوي يظهر فيها مصافحًا يهودًا، وقد كتبت على الصور تعليقات تصف هؤلاء اليهود بأنهم إسرائيليون. وقد وقعت مصادمات بين مصليين في الضفة الغربية وأئمة بعض المساجد الذين خصصوا خطبة الجمعة للهجوم على القرضاوي بناء على تعليمات من وزارة الأوقاف التابعة لحكومة تصريف الأعمال.
كما أصدر الشيخ الدكتور يوسف القرضاوي فتوى خاصة بختان الإناث في مارس 2009 ورد فيها «أثبتت الدراسة الموضوعية من قبل الخبراء والمتخصصين المحايدين (...) أن الختان بصوره الحالية يضرُّ بالإناث جسديا ونفسيا، ويؤثر سلبا على مستقبل حياتهن الزوجية، لهذا وجب إيقاف هذا الأمر سدَّا للذريعة إلى الفساد ... .»، وأوضح القرضاوي في فتواه أن شكاوى النساء اللاتي تعرضن للختان كثرت، وأنهن يشكون الأثر السلبي لتلك العادة في حياتهن الزوجية. وخلص القرضاوي إلى القول: «ولذلك أنضم إلى الذين يقولون بأنه ليس هناك أي مبرر لاستمرار هذه العادة... ولهذا أُفتي بمنع هذه العادة حرصا على سلامة المرأة المسلمة والفتاة المسلمة، والطفلة المسلمة، وحمايتها من أي أذى».
أثير جدل حول يوسف القرضاوي فبعض آرائه الفقهية لا تلقى ترحيباً عند بعض العلماء، لأنه في نظرهم يقدم الرأي على الدليل الشرعي خضوعاً لضغوط العصر الحديث. لكن مناصري القرضاوي يقولون: إنه استطاع الوصول إلى آراء فقهية تستند إلى قواعد واضحة في أصول الفقه كالجمع بين الأحاديث المتعارضة في الظاهر عن طريق البحث في مناسبة الحديث إضافة إلى دراسة المذاهب الفقهية المقارنة للوصول إلى الرأي الراجح.[بحاجة لمصدر].
ينكر البعض عليه احتجاجه بأحاديث ضعيفة، وردّه لأحاديث صحيحة أخرجها البخاري ومسلم، وينتقدون عليه مخالفته للإجماع القطعي في عدة قضايا، (وهذا الانتقاد يشارك فيه بعض فقهاء الأزهر)، وإحداثه قواعد جديدة في أصول الفقه، ويرد القرضاوي بأنه لا يطعن بأحاديث ثابتة قطعيا ولكنه مثله ومثل الكثيرين قبله انتقدوا أسانيد أحاديث وردت في البخاري ومسلم مثل الإمام الدارقطني، إضافة إلى أنه يعتمد مبدأ الجمع بين الأدلة والذي يجعله يفسر بعض الأحاديث تفسيرا مقاصديا، ويقول أيضا بأن القضايا التي ادعي خرقه للاجماع فيها قد جاء بأقوال مَن سبقه من العلماء إليها (ومن بينهم بعض الصحابة) ويُذَكِّر بموقف ابن تيمية الذي اتهمه علماء عصره بخرق الإجماع في كثير من المسائل التي تبين فيما بعد أن الاجماعات فيها مُدَّعاة وأن الخلاف فيها قديم يعود لعهد الصحابة رضوان الله عليهم ولكن ادعي فيها الإجماع للجهل بالمخالف.
يأخذ تيار السلفية الجهادية عليه فتواه بجواز قتال المسلمين الأمريكيين مع الجيش الأمريكي ضد المسلمين في أفغانستان، (نشرتها صحيفة الشرق الأوسط) ولكن سُئل القرضاوي عنها في موقع إسلام إون لاين وقال:لم أُفتِ بهذا، بل يمكن أن يعتذر الجندي المسلم في الجيش الأمريكي عن قتال من هو بمثل عقيدته، وهذا ما أفتيت به، وما أُفتي به، وإذا فُرض عليه القتال فلا يبادر هو بالقتال . وأيضًا قد نقل عنه التراجع عن هذه الفتوى الدكتور صلاح الدين سلطان، وقد عُرف عنه مناهضته «للهجمة» التي تشنها أمريكا على الدول الإسلامية والمسلمين وقد أفتى بحرمة المشاركة في التحالف الأمريكي.
ينتقده بعض الشيعة بسبب تحذيره من خطورة تنامي ما يوصف «بالمد الشيعي ومحاولة غزو المجتمع السني».
كما انتقده البعض بسبب تأييده للعمليات الاستشهادية (كما يسميها منفذوها أومؤيدوها) (أو الانتحارية كما يسميها منتقدوها) التي يقوم بها الفلسطينيون ضد الإسرائيليين. إلا أنه ذكر في معرض رده على ذلك قوله: «إن تفجير المجاهدين المسلمين أنفسهم ضد المحتلين تعد مقاومة شرعية، ومن أعظم أنواع الجهاد في سبيل الله. وشدد على أنها "فدائية بطولية استشهادية، وهي أبعد ما تكون عن الانتحار، ومن يقوم بها أبعد ما يكون عن نفسية المنتحر".» وعقَّب بقوله: «إن "المنتحر يقتل نفسه من أجل نفسه، أما الفدائي فيقدم نفسه ضحية من أجل دينه وأمته، ويقاتل أعداء الله بسلاح جديد وضعه القدر في يد المستضعفين ليقاوموا به جبروت الأقوياء المستكبرين".»

## سياسيًا
في يوم 17 يناير 2018 أصدرت المحكمة العسكرية المصرية حكما بالسجن المؤبد على الداعية الإسلامي يوسف القرضاوي، بتهمة التحريض على العنف في قضية اغتيال الضابط وائل عاطف طاحون عام 2015.
نفى يوسف القرضاوي، أن يكون أمير قطر الجديد الشيخ تميم بن حمد آل ثاني أمهله 48 ساعة لمغادرة البلاد، وأنه قد سحبت الجنسية القطرية منه وقال إن بعض المواقع المشبوهة تناقلت تلك الإشاعات التي روجتها وسائل إعلام تابعة للنظام السوري لإثارة البلبلة حوله لمناصرته القضية السورية.

## وفاته
توفي يوسف القرضاوي في يوم الإثنين 30 صفر 1444 هـ الموافق 26 سبتمبر 2022 م في الدوحة، عن عمر ناهز 96 عامًا.
حظي الإعلان عن وفاته بردود فعل كبيرة على المستوى الرسمي أو الشعبي، فقد نعته حركة حماس قائلة: «ننعى علمـا من أعلام الأمة، وقامة من قاماتهـا العليا، ونستذكر مواقفه تجاه فلسطين والقـدس والأقصى، ودعمه لحقــوق شعبنا ونصرته بالكلمة الصادقة والمواقف». فيما اكتفى ابنه عبد الرحمن وهو ينشر خبر رحيله بالقول (ترجل الفارس). وقد أشار بيان الاتحاد العالمي لعلماء المسلمين إلى أن الأمة الإسلامية فقدت بوفاة القرضاوي «عالماً محققا من علمائها المخلصين الأفاضل». أما قناة العربية فقد وصفته وهي تورد خبرة وفاته بأنه «إخواني» وأنه «منظر لجماعة الاخوان المسلمين خلال السنوات الماضية». أما قناة CNN عربية والتي تبث من دبي فوصفت القرضاوي في موقعها الإلكتروني بأنه «الزعيم الروحي لجماعة الإخوان المسلمين وكان يرأس الاتحاد العالمي لعلماء المسلمين».

### التشييع
عصر يوم الثلاثاء 27 سبتمبر 2022 أقيمت صلاة الجنازة على القرضاوي في مسجد محمد بن عبد الوهاب بالدوحة بحضور نجله عبد الرحمن وعدد من كبار المسؤولين القطريين وبعض الشخصيات العربية والإسلامية. وجموع من المشيعين قدرتها وسائل إعلام قطرية بالآلاف. وشارك في التشييع مسؤولون في الحكومة القطرية، بينهم الشيخ عبد الله بن حمد آل ثاني نائب أمير قطر، وممثله الشخصي الشيخ جاسم بن حمد آل ثاني، ورئيس مجلس الوزراء ووزير الداخلية خالد بن خليفة آل ثاني، ووزير الأوقاف غانم بن شاهين الغانم، فيما شهد التشييع أيضًا عدد كبير من العلماء والأكاديميين والشخصيات الإسلامية، منهم الأمين العام للاتحاد العالمي لعلماء المسلمين الشيخ علي القرة داغي، وعلي أرباش رئيس الشؤون الدينية التركي، والأكاديمي التركي ياسين أقطاي، والداعية طارق السويدان، والشيخ محمد الحسن الددو، والشيخ عصام البشير كما شوهد قادة بارزون بحركة حماس، بينهم رئيس مكتبها السياسي إسماعيل هنية، ورئيسها في الخارج خالد مشعل، وقد نعت حركة حماس الشيخ يوسف القرضاوي، حيث أكدت أن فلسطين والقدس والأقصى والأمة فقدت علماً من أعلامها، وقد بثت قناة الجزيرة مراسم التشييع على الهواء مباشرة.، وقد أدى أكثر من 45 ألف مصلّ بالمسجد الأقصى بمدينة القدس صلاة الغائب على الشيخ يوسف القرضاوي.

## هوامش
- 1: يقول القرضاوي في مُجمل نُصحه للدُعاة في كتابه «ثقافة الداعية»، ص81: «أن نتبنى طريقة السلف في وصف الله تعالى بما وصف به نفسه من غير تكييف ولا تمثيل، ولا تحريف ولا تعطيل، وهي الطريقة التي انتهى إليها أساطين علم الكلام من الأشاعرة وغيرهم، مثل أبي الحسن الأشعري في «الإبانة» والغزالي في «إلجام العوام عن علم الكلام» والفخر الرازي في «أقسام اللذات»».

## وصلات خارجية
- الموقع الرسمي
- يوسف القرضاوي على موقع أرشيف الشارخ.
- تسجيلات د. القرضاوي الصوتية، الشبكة الإسلامية
- القرضاوي في حوار خاص لـ«إخوان أون لاين»، 6 يوليو 2008م
- حوار د. يوسف القرضاوي مع جريدة المصري اليوم
  - (1 - 2) قوانين الإرهاب والطوارئ مخالفة للشريعة، 8 سبتمبر 2008
  - (2 - 2): نصيحتي للرئيس مبارك: لا تمدد ولا تورث.. ولا تظلم ابنك بالحكم، 9 سبتمبر 2008
  - الشيخ يوسف القرضاوي يصُدُّ الهجوم بعد حواره مع «المصري اليوم»: متمسك بإيماني أن الشيعة مبتدِعون.. ولن أبيع ديني.. وكنوز الدنيا لا تغريني أن أنافق إيران، 19 سبتمبر 2008
- القرضاوي يجدد تحذيره من محاولات إيران غزو المجتمعات السنية، مصراوي، 10 أكتوبر 2008
- ما الجديد في جهاد القرضاوي، راشد الغنوشي، المعرفة، الجزيرة نت، 20 سبتمبر 2009
- صفحة يوسف القرضاوي على موقع أبجد